# Border City Bandits
Die Border City Bandits waren eine US-amerikanische Eishockeymannschaft aus Texarkana, Texas. Das Team spielte in der Saison 2000/01 in der Central Hockey League (CHL).

## Geschichte
Die Border City Bandits wurden 2000 als Franchise der CHL gegründet. In der Saison 2000/01, in der sie erstmals am Spielbetrieb der CHL teilnahmen, gewannen sie nur elf ihrer 51 Spiele und erreichten insgesamt 26 Punkte. Auch der Trainerwechsel nach 41 Spieltagen – Daniel Shank ersetzte Peter South – wirkte sich nicht positiv auf die Ergebnisse aus. Nach mehreren Verfehlungen gegen die CHL-Statuten wurde das Franchise am 20. Februar 2001 vom laufenden Spielbetrieb ausgeschlossen und im Anschluss an die Spielzeit aufgelöst.

## Saisonstatistik
Abkürzungen: GP = Spiele, W = Siege, L = Niederlagen, T = Unentschieden, OTL = Niederlagen nach Overtime SOL = Niederlagen nach Shootout, Pts = Punkte, GF = Erzielte Tore, GA = Gegentore, PIM = Strafminuten
| Saison  | GP | W  | L  | T | OTL | SOL | Pts | GF  | GA  | Platz       | Playoffs           |
| 2000/01 | 51 | 11 | 36 | — | 4   | —   | 26  | 132 | 283 | 6., Western | nicht qualifiziert |

## Team-Rekorde

### Karriererekorde
Spiele: 44  Jason Desloover
Tore: 12  Trevor Jobe
Assists: 14  Keli Corpse
Punkte: 25  Jason Sangiuliano
Strafminuten: 204  Rusty McKie